# Френдшип-Хайтс (станция метро)
Френдшип-Хайтс (англ. Friendship Heights) — подземная станция Вашингтонгского метро на Красной линии. Станция представлена одной островной платформой. С точки зрения архитектуры Френдшип-Хайтс схожа с другими станциями подземного участка Красной линии Вудли-парк—Медикал-Сентер, который включает 7 станций. Станция обслуживается Washington Metropolitan Area Transit Authority. Расположена в районе Френдшип-Хайтс у границы Северо-Западного квадранта Вашингтона с округом штата Мэриленд Монтгомери на Висконсин-авеню между Вестерн-авеню и Дженифер-стрит. Станция обслуживает близлежащие район Френдшип-Хайтс и город Шеви-Чэйс.
Пассажиропоток — 3,350 млн. (на 2010 год).
Поблизости к станции расположены штаб-квартира страховой компании GEICO, а также ряда телеканалов.
Станция была открыта 25 августа 1984 года.
Название станции происходит от района Френдшип-Хайтс.
Открытие станции было совмещено с открытием ж/д линии длиной 10,9 км и ещё 4 станций: Тенлитаун — Эй-Ю, Бетесда, Медикал-Сентер и Гросвенор.